# Psophodes cristatus
Il becco a cuneo cinguettante (Psophodes cristatus (Gould, 1838)) è un uccello passeriforme della famiglia degli Psophodidae.

## Descrizione

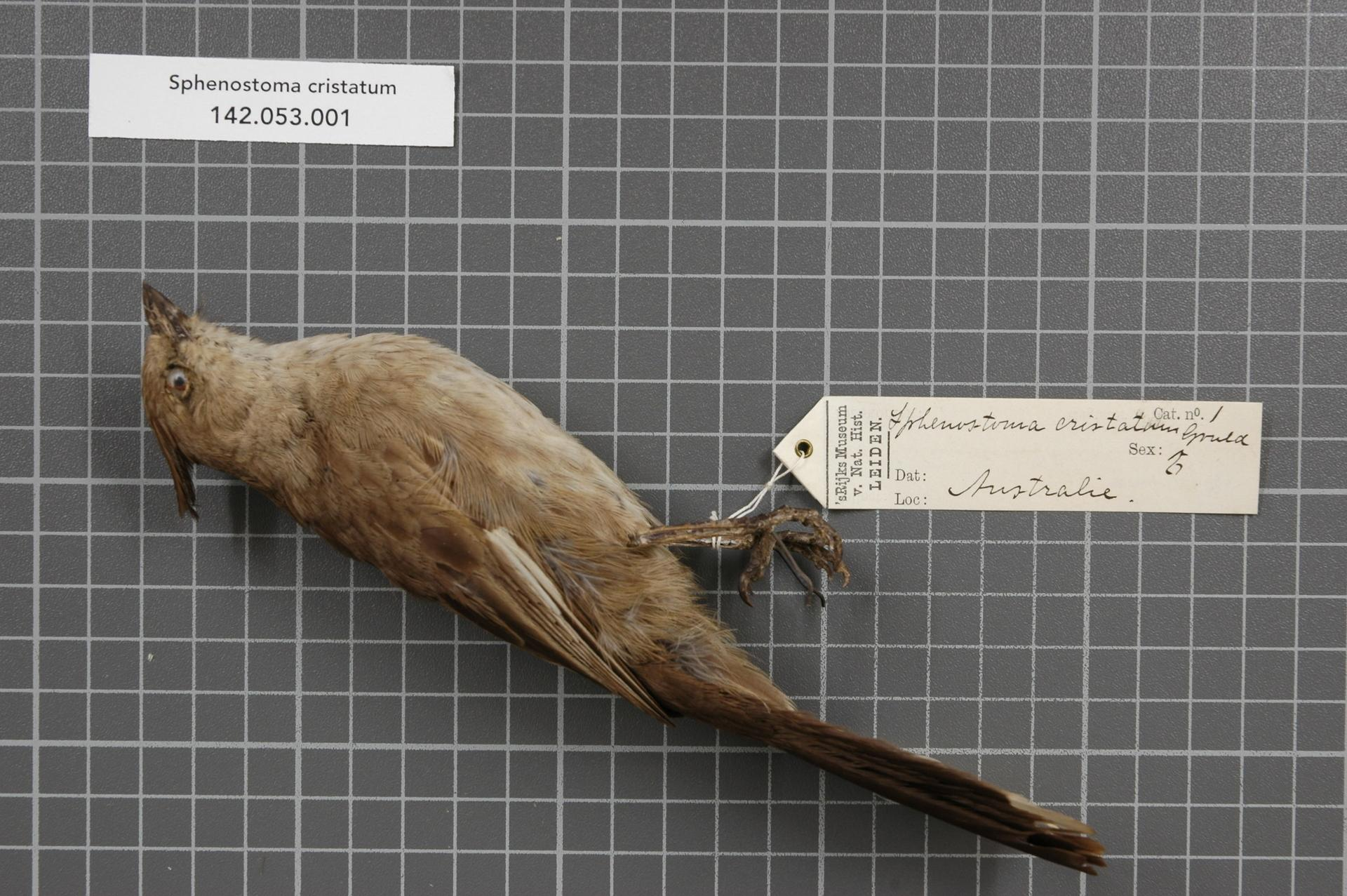
Maschio impagliato.

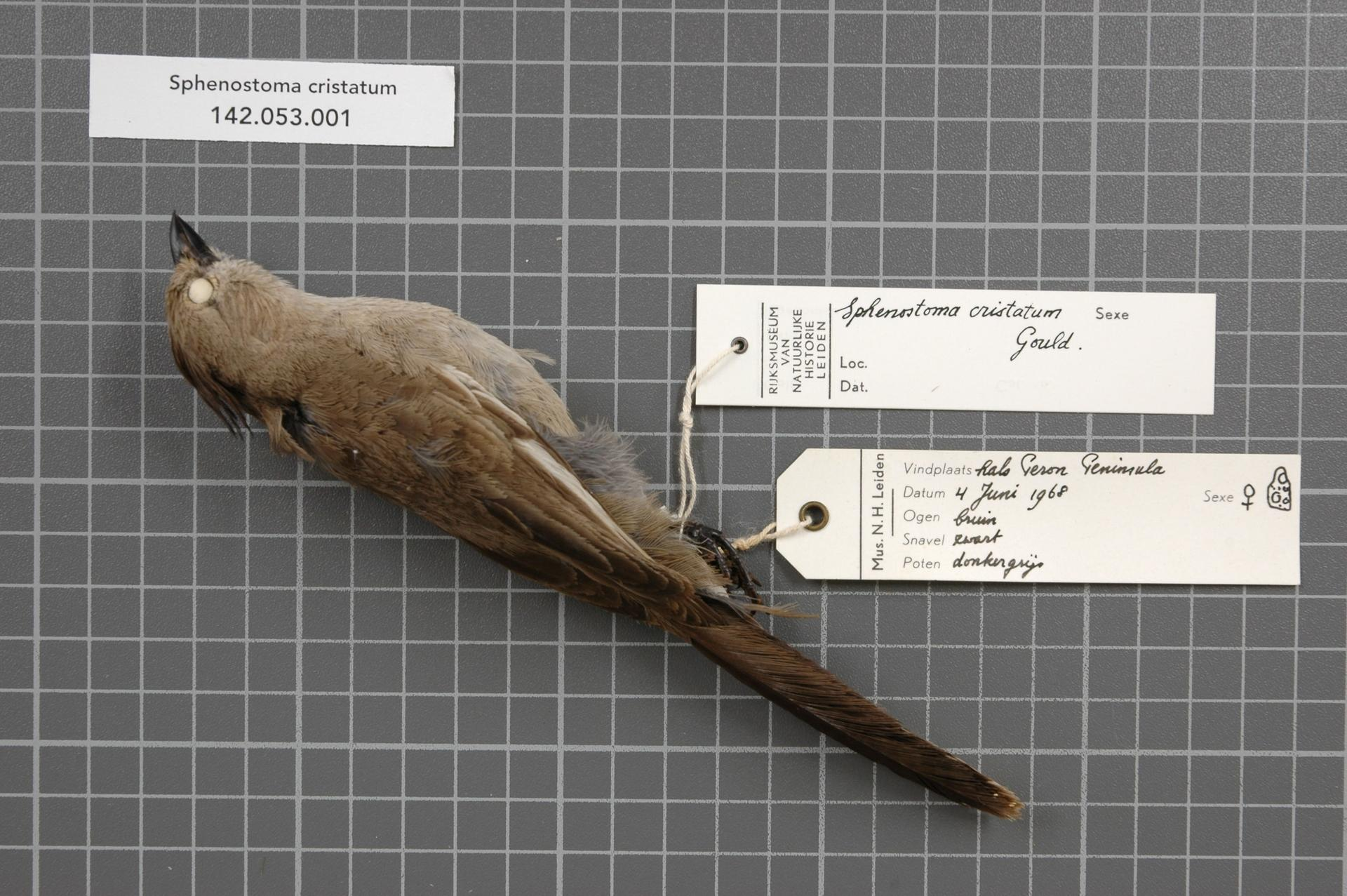
Femmina impagliata.

### Dimensioni
Misura 19,5-20 cm di lunghezza, per 39-42 g di peso.

### Aspetto
Si tratta di uccelli dall'aspetto robusto, muniti di testa squadrata e tozza con una caratteristica cresta erettile sul vertice, becco forte e cuneiforme (da cui il nome comune), ali arrotondate, zampe forti e lunghe e coda allungata e dall'estremità arrotondata: nel complesso, la specie è molto somigliante all'affine becco a cuneo cembalista, rispetto al quale presenta una lievissima punteggiatura scura sul petto, becco più corto e meno appuntito e coda più lunga in proporzione al corpo.
Il piumaggio è piuttosto sobrio e dominato dalle tonalità del grigio e del bruno: faccia, gola, petto e ventre sono di colore grigio, con la parte centrale di quest'ultimo che tende al biancastro, mentre fronte, vertice, nuca, dorso, fianchi, ali e coda sono di colore bruno, più caldo e con sfumature rossicce su dorso e fianchi e più scuro su ali e coda (con quest'ultima che presenta inoltre punta orlata di bianco). La punta della cresta cefalica spesso è nera, e dello stesso colore è una sottile linea che dai lati del becco raggiunge l'occhio.

Il dimorfismo sessuale è presente ma non accentuatissimo, con le femmine che (oltre ad essere più slanciate) presentano bruno dorsale più spento e maggiore estensione del grigio ventrale, specialmente nell'area cefalica.
In ambedue i sessi becco e zampe sono di colore nerastro, mentre gli occhi sono di colore bruno scuro.

## Biologia
Si tratta di uccelli dalle abitudini di vita essenzialmente diurne, che vivono da soli o in coppie (anche se è possibile osservarne gruppi che arrivano a contare una ventina di esemplari, in particolar modo i giovani): essi passano la maggior parte della giornata al suolo alla ricerca di cibo, muovendosi velocemente e spiccando raramente il volo, preferendo nascondersi fra i cespugli al minimo segnale di pericolo.
Il richiamo del becco a cuneo cinguettante, come intuibile dal nome comune, è monotono e ripetitivo, e consiste in due veloci serie ti note cinguettanti e liquide, una prima ascendente e una seconda discendente, che vengono ripetute soprattutto durante le prime ore del mattino e al tramonto.

### Alimentazione
Si tratta di uccelli insettivori, che si nutrono di insetti ed altri piccoli invertebrati reperiti principalmente al suolo, ma anche di semi, granaglie, frutta e piccoli vertebrati.

### Riproduzione
La stagione riproduttiva va da luglio a maggio, con picchi delle schiuse fra agosto e novembre e fra marzo e maggio: si tratta di uccelli monogami, che portano avanti in genere più di una covata l'anno.
Il nido, a forma di coppa, viene costruito dalla femmina intrecciando rametti alla biforcazione del ramo di un cespuglio o di un albero basso, in genere a non più di tre metri dal suolo: al suo interno (foderato con fibre vegetali più soffici) vengono deposte 2-3 uova azzurrine con rade pezzature di colore bruno scuro, che vengono covate per una ventina di giorni.
I nidiacei vengono accuditi da ambedue i genitori: dopo l'involo, è quasi esclusivamente il maschio a prendersi cura di loro. A un paio di mesi dalla schiusa, i giovani si allontanano definitivamente dal nido, riunendosi fra di loro in stormi tendenzialmente erratici che possono contare anche un centinaio di esemplari.
La speranza di vita di questi uccelli è di circa 6 anni e mezzo.

## Distribuzione e habitat

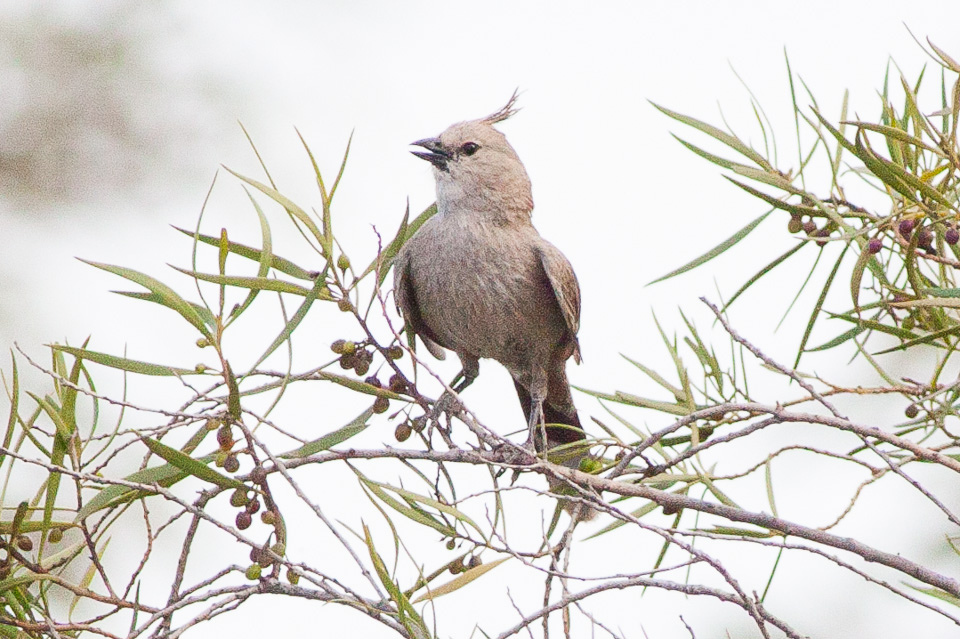
Esemplare a Port Augusta.

Il becco a cuneo cinguettante è endemico dell'Australia, della quale occupa il Grande Bacino Artesiano, spingendosi a sud (dove però è più raro) fin quasi alle coste del Victoria occidentale.
L'habitat di questi uccelli è rapprestato dalle aree cespugliose a predominanza di chenopodiacee e acacia.